# Petit Nesthorn
Le Petit Nesthorn est un sommet des Alpes bernoises situé en Suisse. Il culmine à 3 342 mètres d'altitude dans le canton du Valais.

## Géographie
Surplombant au nord-ouest le Lötschental et le village de Blatten, le Petit Nesthorn est situé sous le Bietschhorn dont le sommet culmine quelques centaines de mètres au sud-est. Deux glaciers s'épanchent sur ses pentes en direction du Lötschental : le glacier du Birch au nord et le glacier du Nest, qui naît au sud du sommet.

## Éboulement majeur de 2025
À partir du 14 mai 2025, les hauteurs du village de Blatten, qui est traversé par la Lonza, sont placées sous surveillance en raison de signes annonciateurs d'éboulement. Les trois cents habitants du village sont évacués le 19 mai. Pendant plusieurs jours, des millions de mètres cubes de roches se détachent du Petit Nesthorn, situé au sud-sud-est du village. Ils s'accumulent notamment sur le glacier du Birch dont la vitesse d'écoulement augmente sous cette charge, au point d'atteindre dix mètres par jour.
Le 28 mai vers 15 h 30, l'effondrement du glacier du Birch ainsi alourdi détruit la majeure partie du village,. D'importants volumes de glace, de roches et de terre s'accumulent sur plusieurs mètres de haut dans la vallée et coupent le cours de la Lonza. 
La Lonza étant ainsi obstruée par ces matériaux sur environ deux kilomètres de longueur, un lac se forme rapidement en amont de ce barrage naturel, ce qui provoque l'inondation de plusieurs maisons épargnées par l’éboulement.